# Cirat
Pour les articles homonymes, voir Cirat.

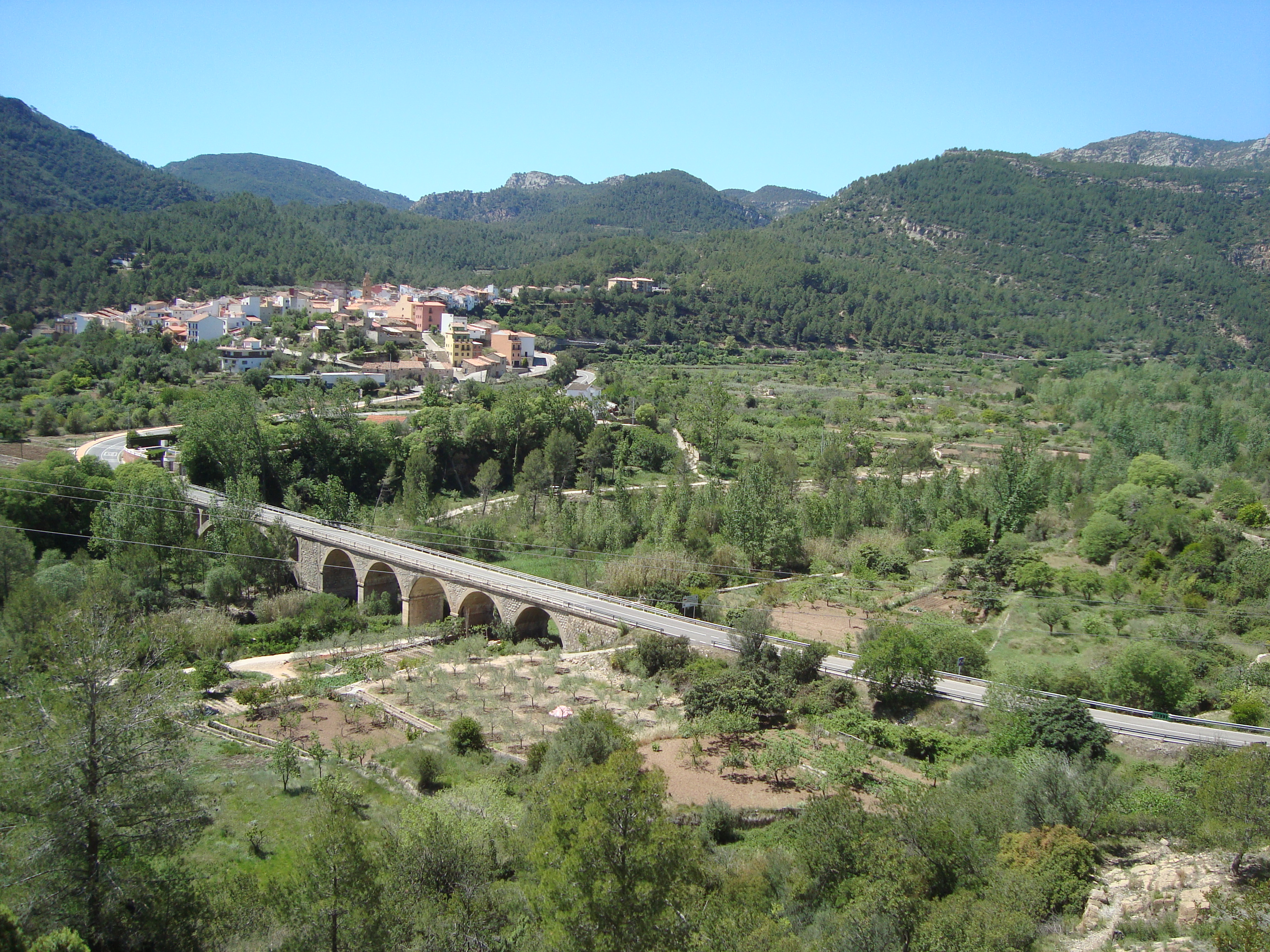
Panorámica de Cirat (Castellón)

Cirat (en valencien et en castillan) est une commune d'Espagne de la province de Castellón dans la Communauté valencienne. Elle est le chef-lieu de la comarque de l'Alto Mijares. Elle est située dans la zone à prédominance linguistique castillane.

## Patrimoine

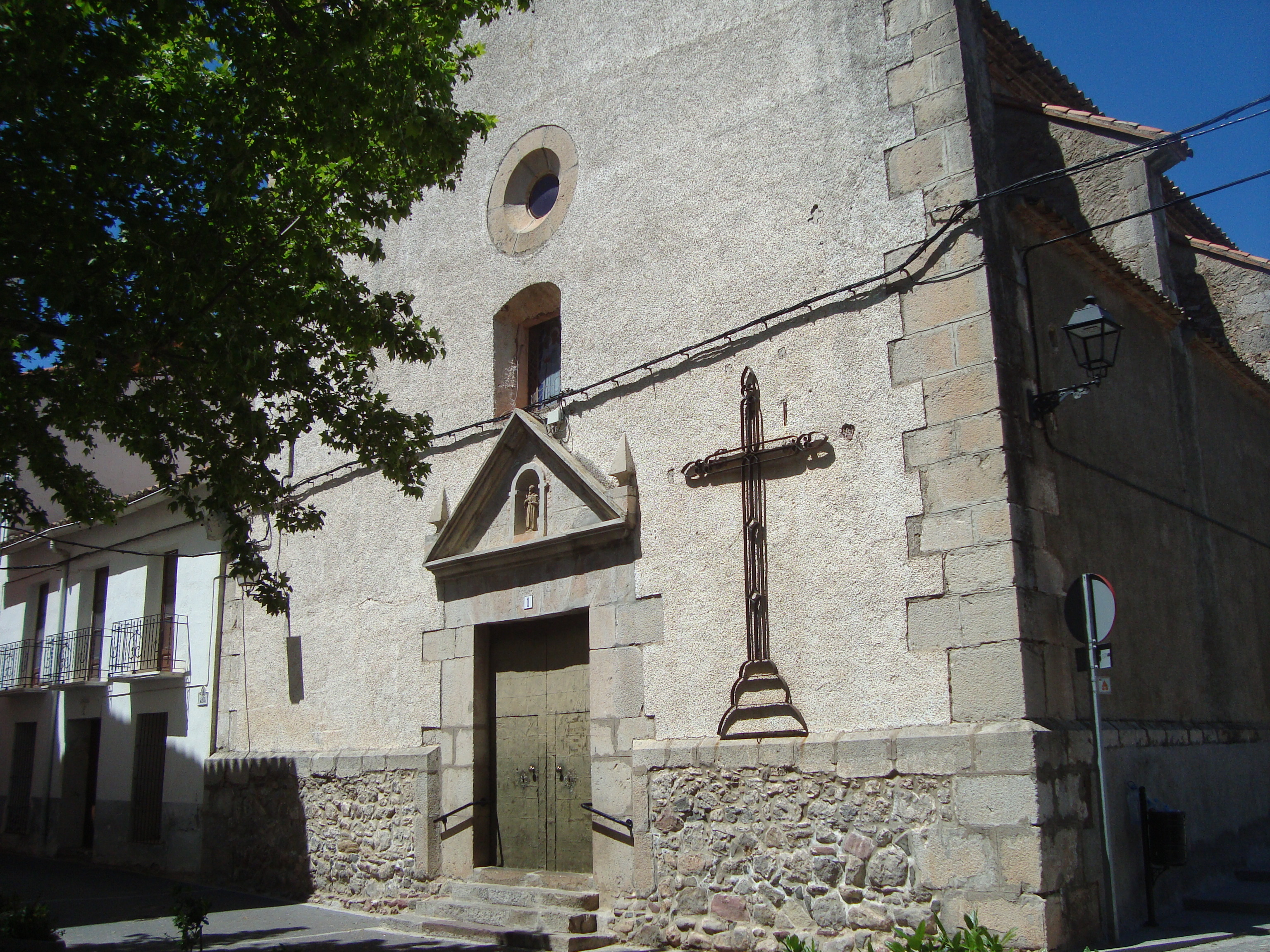
Iglesia Parroquial de San Bernardo (Cirat, Castellón)

### Lien externe

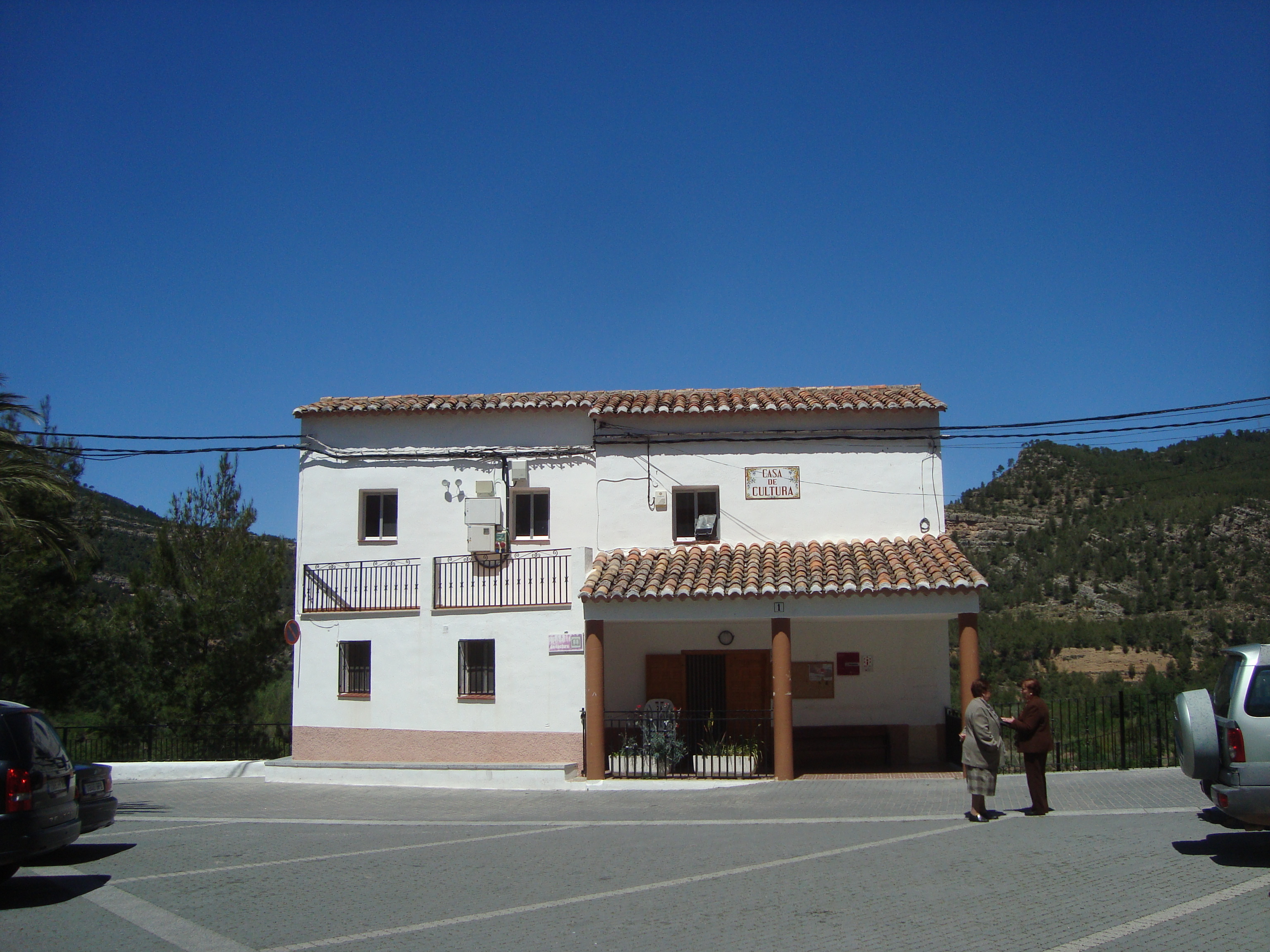
Casa de Cultura (Cirat)

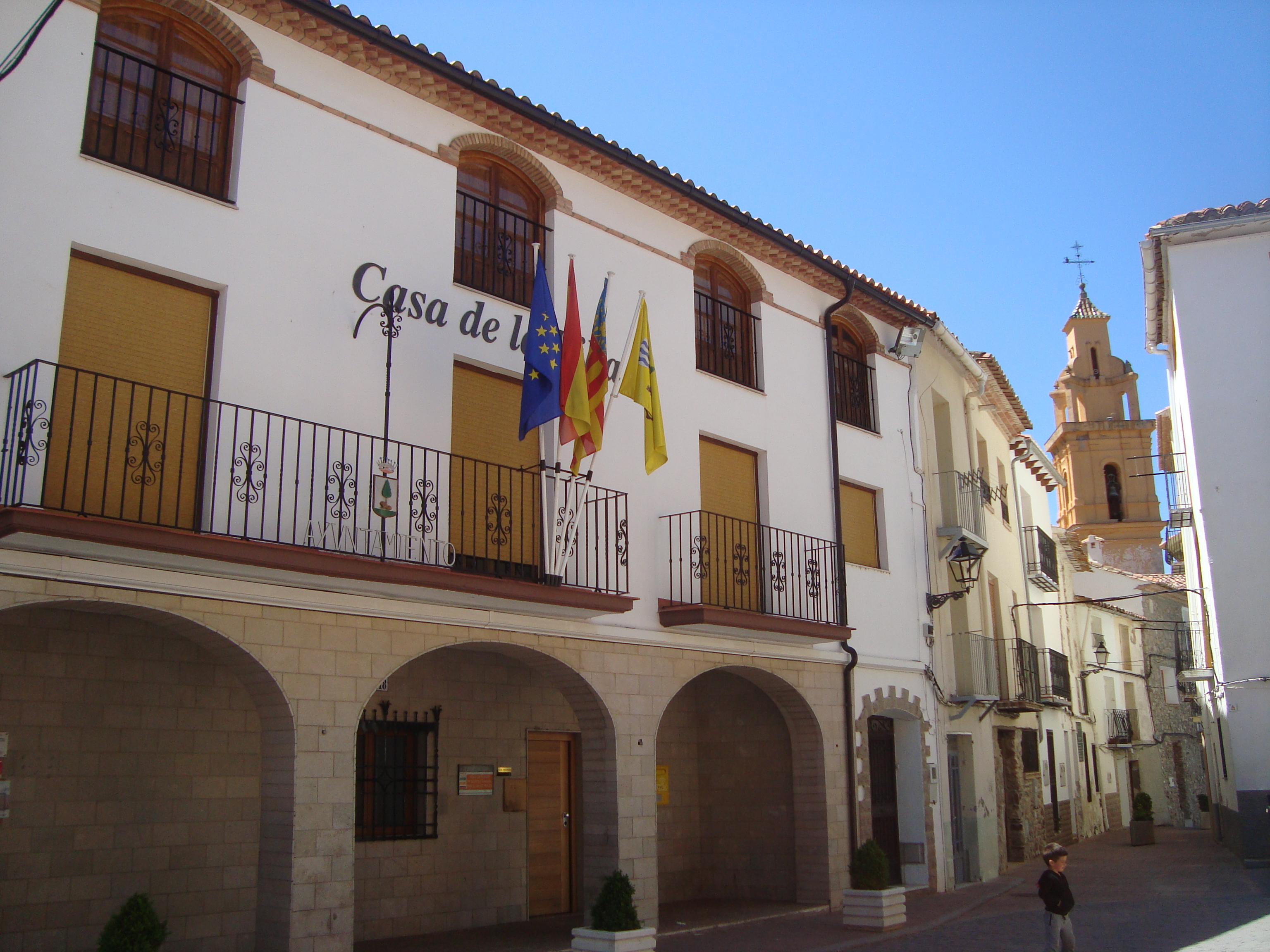
Ayuntamiento de Cirat (Castellón)

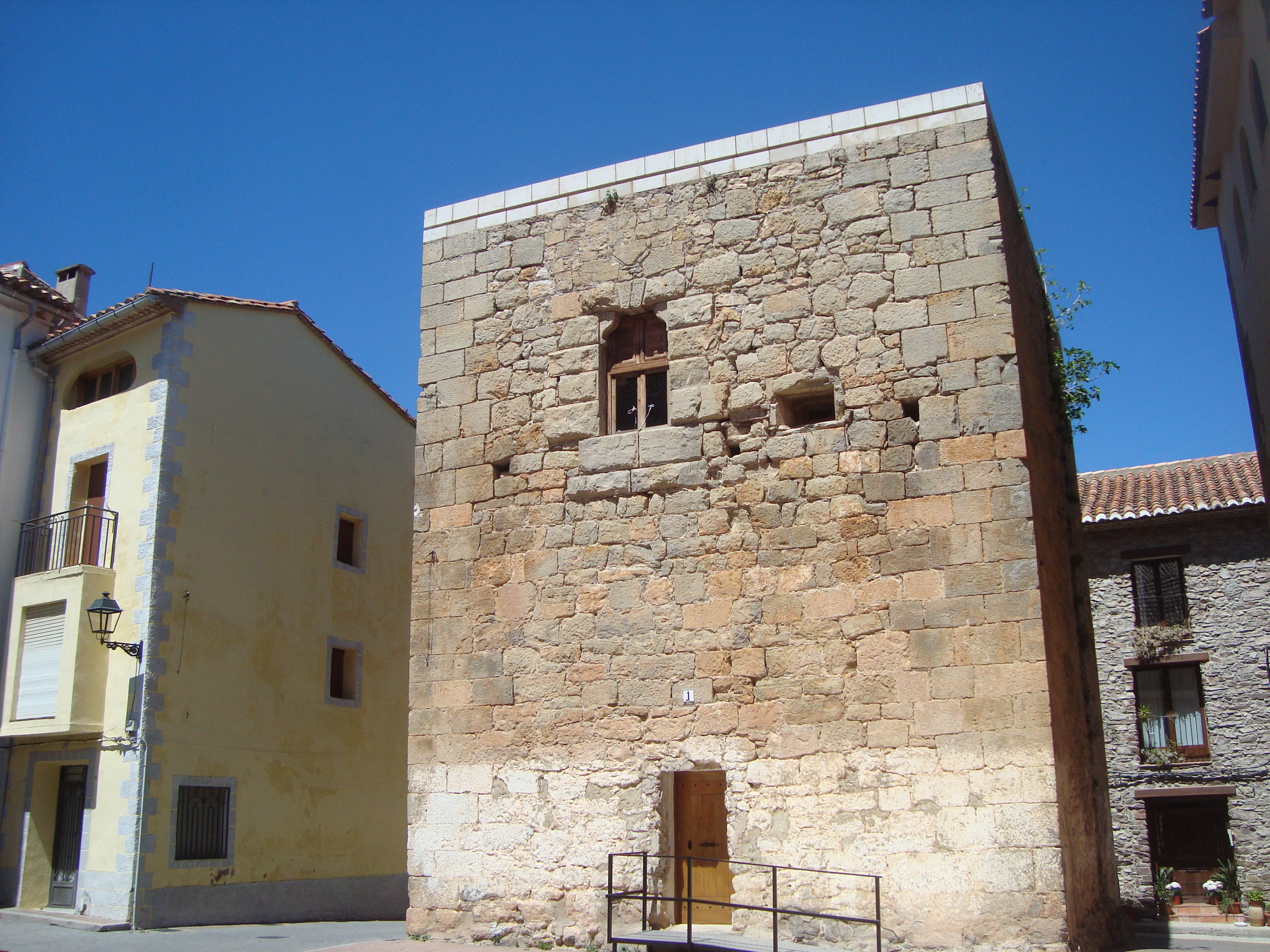
Torre del Palacio de los Condes de Cirat, o Torre de los Condes

## Géographie

Localisation de Cirat
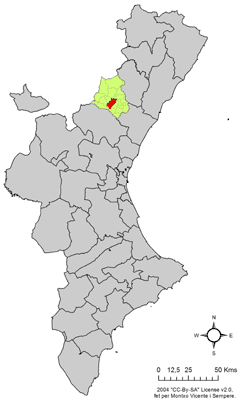
dans la Communauté valencienne.
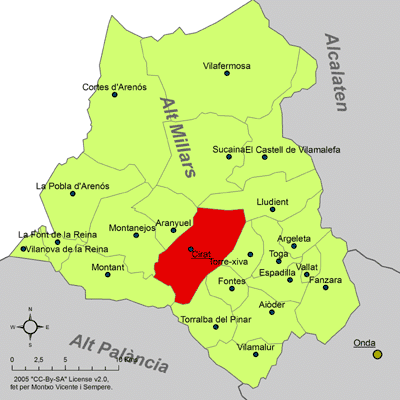
dans la comarque de l'Alto Mijares.